# جیم فوکس
جیم فوکس (انگلیسی: Jim Fuchs؛ ۶ دسامبر ۱۹۲۷ – October 8, 2010 (aged 82)) ورزشکار دو و میدانی اهل ایالات متحده آمریکا بود.
وی در مسابقات کشوری و بین‌المللی در مجموع برندهٔ ۲ مدال طلا، ۲ مدال برنز شده‌است.